# Апанасовка
Апанасовка (трансліт.: Apanasaŭka; біл. Апанасаўка; рос. Апанасовка) — селище в Гомельському районі Гомельської області Білорусі. Входить до складу Озделинської сільської ради.

## Історія
Засноване на початку XX століття переселенцями з сусідніх сіл.

## Населення

### Чисельність
- 2004 — 7 господарств, 18 жителів.